# Eisenwald Tonschmiede
Eisenwald ist ein 2005 in Ilmenau gegründetes deutsches Musiklabel aus dem westthüringischen Eisenach. Es umfasst ein breites, internationales Spektrum an Interpreten vornehmlich aus der Spielart des Post-Black-Metals und vereinzelt Interpreten des Pagan Metals, Black Metals sowie der Genres Darkfolk und Neofolk. Es besteht eine  Kooperation mit dem schwedischen Label Nordvis Produktion.

## Geschichte
Als erste Veröffentlichung unter dem Namen Eisenwald Tonschmiede erschien die auf 330 Exemplare limitierte Vinyl-Langspielplatte "Bastard" der deutschen Black-Metal-Band Devilish. Während das Label in seinen ersten Jahren häufig für die Schallplattenproduktionen bereits veröffentlichter Werke verantwortlich zeichnete, gewannen mit den Jahren eigene Signings an Bedeutung.
Einen wichtigen Schritt in der Geschichte des Labels stellte im Jahr 2014 die Veröffentlichung des bislang letzten Albums der Post-Black-Metal-Band Agalloch aus dem US-amerikanischen Portland (Oregon), "The Serpent & the Sphere", in Europa dar. Zuvor hatte Eisenwald bereits im Jahr 2019 das erste Demo der Gruppe als limitierte Variante auf Vinyl wiederveröffentlicht und im Jahr 2012 war eine limitierte Vinyl-Box früher Demo-Aufnahmen unter dem Titel "The Demonstration Archive: 1996 - 1998" erschienen. Später veröffentlichte Agalloch-Frontmann John Haughm auch das Debütalbum seiner Nachfolgeband Pillorian, "Obsidian Arc" (2017), über das Label, mit dessen Gründer Nico Meyer er eigenen Angaben zufolge viele Ideen teilt.
Auf diese Weise baute sich Eisenwald eine enge Beziehung zur Metal-Szene in Portland auf. So kam über John Haughm der Kontakt zur ebenfalls von dort stammenden Black-Metal-Band Uada zustande. Deren Debütalbum "Devoid of Light" aus dem Jahr 2016 markierte für Eisenwald einen weiteren Meilenstein, da es selbst über die Grenzen der Metal-Szene hinaus Resonanz erfuhr. So begründete WeltN24-Chefredakteur Ulf Poschardt anhand des Albums im Feuilleton der Tageszeitung Die Welt, warum Black Metal in Zeiten des Terrors "der Sound der Stunde" sei. Im Jahr 2019 eröffnete das Label eine Nordamerika-Dependance in Portland (Oregon). Seit 2022 veröffentlicht mit Falls of Rauros eine weitere Post-Black-Metal-Band aus Portland in Europa über Eisenwald.
Beziehungen unterhält das Label seit der Wiederveröffentlichung des Albums "Dromers" der Band Fluisteraars im Jahr 2014 auch zur niederländischen Szene um das 2015 gegründete Underground-Label Haeresis Noviomagi mit den weiteren Bands Turia, Iskandr, Solar Temple und Nusquama. Hier übernimmt Eisenwald die Veröffentlichungen auf CD und Schallplatte sowie den Digitalvertrieb, während sich das Stammlabel auf limitierte Kassetten-Editionen beschränkt.
Darüber hinaus veröffentlicht Eisenwald seit 2017 die Tonträger einiger Bands aus dem Schweizer Künstlerkollektiv Helvetic Underground Committee, darunter Ungfell, Ateiggär und Dakhma. Auch Interpreten aus Thüringen, wo Eisenwald angesiedelt ist, finden sich gehäuft im Programm, darunter Mosaic, Odal, Werian, Vivus Humare und Kankar.
Teils finden sich auch Veröffentlichungen aus den Genres Folk und Neofolk im Repertoire. So nahm Eisenwald im Jahr 2017 das US-amerikanische Nordic-Folk-Projekt Osi and the Jupiter unter Vertrag, das zwei Songs zum Soundtrack der letzten Staffel der Fernsehserie "Vikings" beisteuerte. Zudem veröffentlichte das Label jeweils ein Album des polnischen Neofolk-Projekts By The Spirits und des Nordic-Folk-Projekts Nordein.
Größere Aufmerksamkeit erlangte 2019 das Album "Mana" der Band Idle Hands, die inzwischen unter dem Namen Unto Others firmiert. Die Jury für den Bereich "Hard & Heavy" nahm das Werk in die Longlist des Preises der deutschen Schallplattenkritik für das Jahr 2019 auf.

## Selbstverständnis
Der programmatische Slogan von Eisenwald lautet "Finest dark Arts" (dt. "feinste dunkle Künste"). Seit 2019 ersetzt er im Label-Logo den Zusatz "Tonschmiede". Eine Erläuterung der Geschäftsphilosophie findet sich auf der Facebook-Präsenz des Unternehmens: Man verstehe sich als unabhängiges Label, dessen Ziel es sei, bestimmte Ästhetiken zu kuratieren, künstlerische Visionen zu unterstützen und einen Gemeinschaftssinn zu etablieren. Obwohl man vor allem im dunklen und extremen Metal angesiedelt sei, beschränke sich das Label nicht auf musikalische Grenzen, sondern veröffentliche Alben vieler Genres, solange diese ein starkes Gefühl vermittelten, das die Label-Verantwortlichen begrüßen. Das Spektrum reiche dementsprechend von eher experimenteller Musik über Folk-inspirierte Gesänge bis hin zu extremem, geradlinigem Black Metal. Eigenem Bekunden nach lege das Label großen Wert auf eine sorgfältige Aufmachung seiner Produkte, die verschiedene Tonträger-Formate, darunter Spezial-Editionen auf Vinyl, und offizielles Merchandising umfassen.

## Kontroverse
Im Jahr 2005 bot das Label in seinem Webshop einen Tribute-Sampler für die Rechtsrock-Band Absurd an und geriet daraufhin in Verdacht, der rechtsextremen Szene nahezustehen. Auf eine entsprechende parlamentarische Anfrage des SPD-Abgeordneten Heiko Gentzel antwortete die Thüringer Landesregierung, dass die Interpreten „weit überwiegend dem unpolitischen Black-Metal-Bereich zuzuordnen“ sind und daher eine „Klassifizierung der "Eisenwald Tonschmiede" als rechtsextremistisch […] nach den vorliegenden Erkenntnissen nicht vorgenommen werde[n]“ kann. Im Zuge einer kleinen Anfrage vom 26. Oktober 2009 wurde erneut eine Einordnung des Labels vom thüringischen Innenministerium erfragt. Das Innenministerium antwortete, dass die Anhaltspunkte zu einer Einstufung des Labels als eindeutig rechtsextrem nicht ausreichen.

## Erstveröffentlichungen von Alben nach Interpreten
- Aridus: Serpent Moon (2023)
- Ashtar: Kaikuja (2020), Wandering Through Time (2023)
- Ateiggär: Tyrannemord (2022)
- Aurvandil: Yearning (2011)
- Austere: To Lay like Old Ashes (2009)
- Autumn’s Dawn: Gone (2014)
- Blaze of Sorrow: Absentia (2020), Vultus Fati (2023)
- By The Spirits: Visions (2019), We Are Falling (2022)
- Cantique Lépreux: Cendres Célestes (2016), Paysages Polaires (2018), Sectes (2021), Le bannissement (2024)
- Ceremonial Castings: Our Journey Through Forever (2022)
- Coldworld: Isolation (2022)
- Dakhma: Blessings of Amurdad (2021)
- Falls of Rauros: Key to a Vanishing Future (2022)
- Fellwarden: Oathbearer (2017), Wreathed in Mourncloud (2020), Legend: Forged in Defiance (2024)
- Flame, Dear Flame: Aegis (2021)
- Fluisteraars: Gegrepen door de geest der zielsontluiking (2021), Manifestaties van de ontworteling (2024)
- Germ: Grief (2013)
- Givre: Le Pressoir Mystique (2021), Destin Messianique (2022), Le cloître (2024)
- Grimoire: À la lumière des cendres (2011)
- Häive: Iätön (2017)
- Heltekvad: Morgenrødens Helvedesherre (2022)
- Idle Hands: Mana (2019)
- Infaust: Des Schmerzes Macht (2006), Blutbad & Melancholie (2008), Verblichen (2017)
- Inhuman Hate: Twilight of a Lost Soul (2010)
- Iskandr: Euprosopon (2018), Vergezicht (2021), Spiritus Sylvestris (2023)
- Isolation: Closing a Circle (2011)
- Kankar: Dunkle Millenia (2021)
- Krater: Urere (2016), Venerare (2019), Phrenesis (2024)
- Kvelgeyst: Blut, Milch und Thränen (2023)
- L’Acéphale: L'Acéphale (2019)
- Lönndom: Viddernas tolv kapitel (2010)
- Mosaic: Secret Ambrosian Fire (2019), Heimatspuk (2022)
- Nazxul: Iconoclast (2009)
- Netherbird: Into The Vast Uncharted (2019), Arete (2021)
- Nordein: Nordariket (2020), Etna (2022)
- Nusquama: Horizon ontheemt (2019)
- Odal: Geistes Unruh (2016), Welten Mutter (2021)
- Ordo Obsidium: Orbis Tertius (2011), A Crooked Path to Desolation (2013)
- Osi and the Jupiter: Uthuling Hyl (2017), Halls of the Wolf (2018), Nordlige Rúnaskog (2019), Stave (2021), Cedar And Sage (2023)
- Panzerfaust: The Suns of Perdition (Tetralogie, 2019–2024)
- Pillorian: Obisidian Arc (2017)
- Silent Leges Inter Arma: Silent Leges Inter Arma (2012)
- Solar Temple: Fertile Descent (2018)
- Solbrud: Levende i brønshøj vandtårn (2021)
- Svabhavat Black Mirror Reflection (2020)
- The Flight of Sleipnir: Skadi (2017), Eventide (2021), Nature's Cadence (2024)
- They Came from Visions: The Twilight Robes (2024)
- Todeskult: Apathy (2009)
- Todesstoß: Würmer zu weinen (2008)
- Total Hate: Lifecrusher - Contributions to a World in Ruins (2016), Throne Behind a Black Veil (2019)
- Turia: Degen van licht (2020)
- Uada: Devoid of Light (2016), Cult of a Dying Sun (2018), Djinn (2020), Crepuscule Natura (2023)
- Ungfell: Mythen, Mären, Pestilenz (2018), Es grauet (2021), De Ghörnt (2024)
- Vanum: Legend (2022)
- Vargnatt: Grausammler (2015)
- Velnias: Scion of Aether (2020)
- Vinsta: Freiweitn (2023)
- Vivus Humare: Einkehr (2015)
- Werian: Animist (2019)
- Whirling: Faceless Phenomena (2010)
- Wolfhetan: Vor uns das Feuer, über uns der Himmel (2023)

## Belege
1. ↑  Eisenwald - We are very proud and honored to announce that AGALLOCH will be working with us as the European partner for their new album. Their highly anticipated fifth full-length album "The Serpent & The Sphere" will be released on May 16th (Germany) and May 19th (Europe) via Eisenwald. Profound Lore Records will handle the North American release, which is set for May 13th. Photo by Veleda Thorsson. | Facebook. Abgerufen am 6. April 2022.
2. ↑  Pillorian im Interview mit Metal1.info. In: Metal1.info. Abgerufen am 6. April 2022 (deutsch).
3. ↑  Uada im Interview zu "Devoid Of Light" • metal.de. 11. Juni 2016, abgerufen am 6. April 2022.
4. ↑  Ulf Poschardt: Negative Dialektik: Warum Black Metal der Sound der Stunde ist. In: Die Welt. 27. Juni 2016 (welt.de [abgerufen am 6. April 2022]).
5. ↑  metal.de präsentiert: Das Lyric-Video zu "Poverty Hymn" von FALLS OF RAUROS. 23. Februar 2022, abgerufen am 6. April 2022.
6. ↑  L.P.: Label update: Haeresis Noviomagi. In: Nether. 27. September 2018, abgerufen am 6. April 2022 (englisch).
7. ↑  Helvetic Underground Committee. Abgerufen am 6. April 2022 (englisch).
8. ↑  An Interview With Sean Deth (Witchhelm, Osi and the Jupiter, Burial Oath, Ulven). In: Indy Metal Vault. 9. November 2017, abgerufen am 6. April 2022 (amerikanisches Englisch).
9. ↑  Osi And The Jupiter. Abgerufen am 6. April 2022.
10. ↑  Eisenwald - Eisenwald is proud to announce the signing of Nordein, Northern Music in its purest way created by the talented soul Jørn «Nord» Øyhus (Byrdi, VARDE and Nordjevel among others). Jørn states: After two years of preparation, the path has been found and the journey is ready to begin. I'm happy to partner up with Eisenwald in particular, since this very special collection of music deserves a very special label. Stay tuned for further information and release details. | Facebook. Abgerufen am 6. April 2022.
11. ↑  Eisenwald - Something Hidden Between The Trees - BY THE SPIRITS Signs Worldwide Deal With Eisenwald By The Spirits is a folk project hailing from the mystic woods of the Lower Silesian region near the ancient Ślęża mountain in Poland. Founded in 2016, the solo-artist Michał Krawczuk created a remarkable catalog and played over 40 shows through out Europe. The essence of BY THE SPIRITS is to create folk-inspired music and lyrics telling stories about the connections between man and nature, the spirituality within, love and death. In order to celebrate the new pact, our partner House of Inkantation prepares a complete sonic revision of all recordings which were done before and after their full-length release. More information to be announced soon. Follow BY THE SPIRITS: BANDCAMP: https://bythespirits.bandcamp.com INSTAGRAM: https://www.instagram.com/bythespirits SPOTIFY: http://tiny.cc/ByTheSpirits_Spotify FACEBOOK: https://www.facebook.com/bythespirits YOUTUBE: https://www.youtube.com/ByTheSpirits SOUNDCLOUD: https://soundcloud.com/bythespirits | Facebook. Abgerufen am 6. April 2022.
12. ↑  Longlist 3/2019. Abgerufen am 6. April 2022.
13. ↑  Eisenwald. Abgerufen am 6. April 2022.
14. ↑  Rechtsextreme Tendenzen in der Black-Metal-Szene, Thüringer Landtag, Drucksache 4/1627 vom 27. Januar 2006. Abgerufen am 27. Mai 2021.
15. ↑  Drucksache 5/200 - Kleine Anfrage der Abgeordneten Renner (DIE LINKE) und Antwort des Thüringer Innenministeriums. Thüringer LandTag, abgerufen am 9. Februar 2025.